# Lozzo Atestino
Lozzo Atestino – miejscowość i gmina we Włoszech, w regionie Wenecja Euganejska, w prowincji Padwa.
Według danych na rok 2004 gminę zamieszkiwało 3101 osób, 134,8 os./km².